# Abracadabra (bar)
L'Abracadabra va ser un local emblemàtic de la contracultura barcelonina durant les dècades dels 70 i 80. Situat al carrer Nou de Sant Francesc de Barcelona, a prop de la Plaça Reial i del carrer Escudellers, es va convertir en un punt de trobada per a una gran diversitat de persones, des d'hippies, punks i estudiants fins a delinqüents i drogodependents. La seva ubicació, en una de les zones de major activitat de distribució de drogues de la ciutat, va propiciar nombroses batudes policials.
El local es caracteritzava per un interior amb una estètica peculiar, descrita com «extremadament sòrdida però encisadora». La sala principal, situada al fons, comptava amb una pista de ball envoltada per grans esglaons que formaven una mena de graderia, permetent al públic contemplar les evolucions dels assistents. L'escriptor barceloní David Castillo retrata amb detall a El cel de l'infern l'ambient de l'Abracadabra.
A finals dels anys 80, l'artista conceptual Jordi Benito va adquirir l'espai i el va convertir en la seva residència personal, mantenint l'esperit creatiu i transgressor que havia caracteritzat el local. El local, que va passar a ser de propietat municipal després de la mort de l'artista, va ser rehabilitat entre 2012 i 2013 i cedit a l’Associació de Veïns i Veïnes del Barri Gòtic per convertir-se en La Negreta, un espai social gestionat per diverses entitats, destinat a enfortir la comunitat i fomentar la participació ciutadana.
L'Abracadabra va ser un reflex de la Barcelona contracultural de l'època, un lloc on es van fusionar diferents subcultures i on es va viure una experiència única que va deixar una empremta indeleble en la història de la ciutat.